# Обори (Торунський повіт)
Обори (пол. Obory, нім. Oberforst) — село в Польщі, у гміні Оброво Торунського повіту Куявсько-Поморського воєводства.
Населення — 98 осіб (2011).
У 1975-1998 роках село належало до Торунського воєводства.

## Демографія
Демографічна структура станом на 31 березня 2011 року:
|          | Загалом | Допрацездатний вік | Працездатний вік | Постпрацездатний вік |
| -------- | ------- | ------------------ | ---------------- | -------------------- |
| Чоловіки | 54      | 14                 | 40               | 0                    |
| Жінки    | 44      | 11                 | 28               | 5                    |
| Разом    | 98      | 25                 | 68               | 5                    |